# Run Hide Fight
Run Hide Fight (Brasil: Sobreviva ou Morra Tentando )  é um filme de ação e suspense americano de 2020 escrito e dirigido por Kyle Rankin. Estrelado por Thomas Jane, Radha Mitchell e Isabel May, segue uma escola interditada por um quarteto de atiradores escolares.
O filme teve sua estreia mundial no Festival de Cinema de Veneza em 10 de setembro de 2020. Distribuído pelo The Daily Wire na América do Norte, o filme estreou em sua plataforma em 14 de janeiro de 2021 e recebeu críticas mistas da crítica de cinema.

## Enredo
A estudante do ensino médio Zoe Hull luta para lidar com a perda de sua mãe, Jennifer, tornando seu relacionamento com seu pai, Todd, tenso. No caminho para a escola, Zoe testemunha o colega Chris Jelick plantando um estranho dispositivo em um campo, mas o descarta como uma brincadeira. Na escola, o melhor amigo de Zoe, Lewis, tenta convidá-la para o baile, mas o tiro sai pela culatra e Zoe vai para o banheiro quando uma bebida é derramada sobre ela.
Em torno da cidade, vários dispositivos incendiários são acionados, distraindo os primeiros socorros e obstruindo as estradas. Uma van bate no refeitório da escola carregando quatro atiradores da escola. O líder, Tristan Voy, ordena que seus cúmplices Chris Jelick, Anna Jelick e Kip Quade comecem a matar estudantes. Lewis, que tem acesso à página da escola no Facebook, tem a tarefa de transmitir Tristan ao vivo. Zoe rasteja pelo teto do banheiro e consegue escapar da escola. Ela começa alertando os alunos e ajudando-os a escapar.
Tristan liga para o escritório da frente para alertá-los sobre o tiroteio. Como o protocolo da escola exige que o tiroteio seja confirmado, o diretor da escola e o segurança são enviados ao refeitório para investigar. O diretor tenta acalmar Tristan, culpando-se pela raiva de Tristan. No entanto, Tristan admite que sua única motivação é causar confusão. Tristan mata o diretor, mas permite que o segurança desarmado escape, comentando sobre como o guarda estava despreparado para um tiro real. Com a situação finalmente confirmada, o front office pede um bloqueio.
O xerife Tarsy tenta coordenar uma resposta ao tiroteio, mas é difícil. Uma explosão na recepção mata o primeiro policial a responder. Anna é enviada para inspecionar os danos, mas ao longo do caminho ela encontra Zoe, e é morta na luta resultante. Um policial chega à casa de Tristan apenas para descobrir que ele assassinou sua mãe. A mídia pega a transmissão ao vivo, para a alegria de Tristan, e ele começa a remover os alunos de suas salas de aula onde estão abrigados.
Kip encontra Zoe e a persegue, mas é rapidamente dominado. Algemado, Kip admite que sua motivação para o tiroteio foi a retaliação por um incidente de bullying ocorrido no ensino médio. Zoe aponta que Kip assassinou vários alunos inocentes que não tiveram nada a ver com o incidente. Zoe contata o xerife e diz a ele que ele precisa direcionar as câmeras da mídia para longe da escola para que ela possa evacuar os alunos com segurança. O xerife Tarsy chama Tristan ao vivo para fornecer cobertura, mas Tristan logo percebe o estratagema. Tristan exige que Zoe se revele a ele, ameaçando matar reféns a cada cinco minutos se ela não o fizer.
Zoe volta para Kip, que expressa remorso pelo que fez. Como expiação parcial por seus crimes, Zoe faz Kip emboscar Tristan e, no caos que mata Kip e Lewis ferido, Zoe foge com Lewis. Zoe acalma Lewis e revela que ela retribui seus sentimentos por ela, mas que ela tem dificuldade em expressá-los. Lewis avisa que a van do refeitório está cheia de explosivos. Chris é enviado para matar Zoe, mas ele é alvejado por Todd, que assumiu uma posição de atirador fora da escola, pouco antes de Chris poder executá-la. Zoe sequestra a transmissão ao vivo, dizendo a Tristan que ela é quem as pessoas vão se lembrar, não ele.
Tristan prepara a van para explodir e escapa com um único refém e um explosivo. Zoe remove a van do refeitório colocando a marcha à ré e pisando no acelerador com o rifle de Chris; ele explode no estacionamento vazio. Zoe então tenta perseguir Tristan, mas é presa por engano pela SWAT. Fora da escola, Zoe conhece o xerife Tarsy, que agradece por suas ações e diz a ela que Tristan morreu em uma explosão. Zoe se encontra com seu pai, afirmando seu amor e restaurando seu relacionamento. Depois, ela vê Tristan fugindo para a floresta. Zoe recupera o rifle de caça de seu pai e atira em Tristan enquanto ele recupera um cache de dinheiro e um passaporte. De pé sobre ele, Zoe deixa Tristan sangrar, dizendo a ele que é o que ele merece pelo que fez.

## Elenco
- Thomas Jane como Todd Hull
- Radha Mitchell como Jennifer Hull
- Isabel May como Zoe Hull
- Eli Brown como Tristan Voy
- Olly Sholotan como Lewis Washington
- Treat Williams como Xerife Tarsy
- Barbara Crampton como Mrs. Crawford
- Cyrus Arnold como Kip Quade
- Britton Sear como Chris Jelick
- Catherine Davis como Anna Jelick
- Cindy Vela como Ms. Nunez
- Tom Williamson como Mr. Coombs
- Joel Michaely como Mr. Yates

## Produção
Em dezembro de 2019, foi anunciado que Thomas Jane, Radha Mitchell, Isabel May, Eli Brown, Olly Sholotan, Treat Williams, Barbara Crampton, Cyrus Arnold, Britton Sear e Catherine Davis se juntaram ao elenco do filme, com Kyle Rankin dirigindo de um  roteiro que ele escreveu, com distribuição de Rebeller.
A cena de abertura do filme, que apresenta a personagem principal caçando cervos com seu pai, gerou alguma controvérsia devido ao fato de que a cena apresentava imagens reais de um cervo sendo baleado, o que é desencorajado pela American Humane Association. Apesar disso, SAG-AFTRA observou que nenhuma violação específica ocorreu com relação à cena, e foi entendido que o caçador que disparou o teria feito independentemente de se a filmagem estava sendo feita ou não.

## Lançamento
O filme teve sua estreia mundial no Festival de Cinema de Veneza em 10 de setembro de 2020. 
O The Daily Wire adquiriu os direitos de distribuição norte-americanos do filme, e estreou em sua plataforma em 14 de janeiro de 2021.
No Brasil, foi lançado em 2021 pela Paris Filmes nas salas do cinema virtual da plataforma Cining.

## Recepção
Run Hide Fight recebeu críticas mistas dos críticos.  O filme tem uma pontuação de 44% no Rotten Tomatoes com base em 18 avaliações com uma classificação média de 5.30/10. O filme também tem uma pontuação de 13 de 100 no Metacritic com base em seis críticos que indicam "aversão esmagadora".
O filme foi descrito como "fundamentalmente sem gosto" por Jonathan Romney, da Screen International. Ele, entretanto, elogiou o filme por suas "fortes atuações de jovens estrelas". Guy Lodge da Variety comparou o filme a um cruzamento entre Elephant e Jogos Vorazes e criticou o filme por ser "apenas um pedestre nos níveis de direção, habilidade e desempenho" e "chamar a atenção por meio de uma linha ambígua de controle de armas  e moralidade olho por olho."
David Rooney, do The Hollywood Reporter, declarou: "Postura indiferente à parte, este é Die Hard em uma escola secundária, com uma jovem de 17 anos, John McClane, recebendo sugestões motivacionais de sua falecida mãe cancerosa enquanto desmonta a trama assassina usando pouco  mais do que instintos". David Ehrlich do IndieWire criticou o diretor Rankin por vários dos tropos que ele implementou, afirmando que o filme é" um thriller superficial, sem arte e repreensivelmente estúpido que não tem o suficiente em mente para  seja provocativo." Robbie Collin do The Telegraph comparou negativamente o líder dos atiradores da escola ao Coringa do The Dark Knight e observou que "o desempenho de May parece tão heróico quanto o personagem que ela está interpretando ", mas que o filme" não faz nenhuma tentativa lutar contra o tiroteio nas escolas americanas como um fenômeno cultural niilista."